# Sačin Tendulkar
Sačin Rameš Tendulkar (/ˌsʌtʃɪn tɛnˈduːlkər/ ( слушај); rođen 24. aprila 1973) bivši je indijski međunarodni kriketaš i bivši kapetan Indijskog nacionalnog tima. On se smatra jednim od najvećih udarača u istoriji kriketa. On je najbolji strelac svih vremena u internacionalnom kriketu. Tendulkar se počeo baviti kriketom od svoje jedanaeste godine, čineći svoj testni debi 15. novembra 1989. protiv Pakistana u Karačiju kad je imao šesnaest godina i nastavio je da predstavlja Mumbaj u zemlji i Indiju u inostranstvu skoro dvadeset i četiri godine. On je jedini igrač koji je postigao sto međunarodnih senčurija, prvi udarač koji je postigao dvostruki senčuri u ODI, nosilac rekorda za najviše poena u Testu i ODI-u, i jedini igrač koji je stekao više od 30.000 poena u međunarodnom kriketu. On je kolokvijalno poznat kao Mali majstor ili Master Blaster. Godine 2001, Sačin Tendulkar je postao prvi čovek koji je kompletirao 10.000 ODI vođenja u svojih 259 nastupa. Godine 2002, na polovini karijere, Visdenski kriketaški almanah rangirao ga je na drugo mesto među najvećim testnim udaračima svih vremena, iza Dona Bredmana i kao drugog najvećeg ODI udarača svih vremena, iza Viva Ričardsa. Kasnije u karijeri, Tendulkar je bio deo indijskog tima koji je osvojio Svetski kup 2011, njegovoj prvoj pobedi u šest nastupa na Svetskom kupu za Indiju. On je ranije bio proglašen „igračem turnira” u izdanju turnira iz 2003. godine koji je održan u Južnoj Africi. U 2013. godini bio je jedini indijski kriket igrač uključen u Test Svet XI svih vremena pripremljen radi obeležavanja 150. godišnjice Visdenskog kriketaškog almanaha.
Tendulkar je primio nagradu Ardžuna 1994. za svoje izvanredno sportsko dostignuće, nagradu Radživ Gandi Kel Ratna 1997. godine, najveću sportsku počast u Indiji, i nagrade Padma Šrii i Padma Vibhušan 1999 i 2008, četvrto i drugo najviše indijsko civilno priznanje. Nakon nekoliko sati njegovog poslednjeg meča 16. novembra 2013. godine, kabinet premijera objavio je odluku da mu dodeli Bharat Ratnu, najvišu civilnu nagradu u Indiji. On je najmlađi primalac do sada i prvi sportista koji je dobio nagradu. Takođe je osvojio nagradu Ser Garfild Sobers 2010. godine za kriketaša godine na nagradama ICC-a. Tendulkar je 2012. godine nominovan za Radžja Sabha, gornji dom parlamenta Indije. Takođe je bio prvi sportista i prva osoba bez vazduhoplovne zaleđine koju je Indijsko vazduhoplovstvo nagradilo počasnom zvanjem kapetana grupe. Godine 2012. proglašen je počasnim članom Australijskog reda.
Magazin Tajm je 2010. godine uvrstio Sačina u svoju godišnju listu Tajm 100 kao jednog od „Najuticajnijih ljudi na svetu”. U decembru 2012. Tendulkar je najavio povlačenje iz ODI-ja. On se penzionisao iz Twenty20 kriketa u oktobru 2013. godine, a nakon toga se povukao iz svih oblika kriketa 16. novembra 2013. godine, nakon što je odigrao svoj 200. Testni meč, protiv Zapadne Indije na stadionu Vankhede u Mumbaju. Tendulkar je ukupno odigrao 664 međunarodnih kriketskih utakmica, postigavši 34.357 poena.
Tendulkar je 2019. godine uveden u ICC kriketsku galeriju slavnih.

## Spoljašnje veze
- Sačin Tendulkar на веб-сајту